# Barbus sperchiensis
Barbus sperchiensis е вид лъчеперка от семейство Шаранови (Cyprinidae). Видът е почти застрашен от изчезване.

## Разпространение и местообитание
Разпространен е в Гърция.
Обитава сладководни басейни, реки и потоци.

## Описание
На дължина достигат до 20 cm.